# Madeleine Doyon
Madeleine Doyon est une professeure d'ethnologie de l'Université Laval, au Québec, ayant grandement contribué aux recherches sur le folklore canadien-français, notamment en ce qui concerne les costumes traditionnels. Elle a également été la première secrétaire en titre des Archives de folklore de l’Université Laval.
La Bibliothèque Madeleine-Doyon de Beauceville, inaugurée le 12 novembre 1994, a été nommée en son honneur.

## Biographie
Benjamine d'une fratrie de dix-sept enfants, Madeleine Doyon naît le 12 mai 1912 à Saint-François-Ouest, en Beauce, de l'union de Joseph Doyon et de Joséphine Poulin.
Elle épouse le juge Philippe Ferland le 1er octobre 1955(p35). Après cette date, elle sera connue à la fois sous le nom de Madeleine Doyon, de Madeleine Doyon-Ferland et de Madeleine Ferland.
Pour des raisons de santé, Madeleine Doyon passe ses derniers hivers à l'extérieur du Québec, notamment en Floride et dans les Antilles(p100). C'est lors de l'un de ses voyages qu'elle décède à la Barbade le 12 janvier 1978, à l'âge de 65 ans, des suites d'une longue maladie.
Ses funérailles ont lieu six jours après sa mort, soit le 18 janvier 1978, à la suite du rapatriement de son corps. Elle repose à ce jour au cimetière Mount Hermon dans le quartier de Sillery, à Québec.

### Formation
En 1929, elle obtient un premier diplôme d'études supérieures en pédagogie à l'École normale de Beauceville, dans sa ville natale. Cinq ans plus tard, en 1934, elle obtient au collège Jésus-Marie de Sillery son Baccalauréat ès Arts. Elle poursuit ses études universitaires en philosophie pendant deux ans, en médecine pendant un an(p13), puis elle étudie le théâtre et les langues italienne et allemande pendant trois ans. 
En 1948, elle obtient une maîtrise en ethnographie traditionnelle à l'Université Saint-Joseph de Memramcook, au Nouveau-Brunswick, après avoir soumis sa thèse, Jeux, jouets et divertissements de la Beauce. En 1950, elle s'inscrit au doctorat à l'Institut d'histoire de l'Université Laval, mais ne finalisera jamais sa thèse portant sur l'histoire du costume au Canada français(p29).

## Carrière

### Enseignement
Après l'obtention de son Baccalauréat ès Arts, Madeleine Doyon passe d'étudiante à enseignante au sein du collège Jésus-Marie de Sillery: entre 1934 et 1944, elle y enseigne le français et l'histoire(p29). À cette époque, elle participe activement aux représentations théâtrales qui ont lieu sur la scène du collège, dont plusieurs sont issues du théâtre de marionnettes(p14).
Dès 1942 et jusqu'en 1957, elle enseigne le français et la pédagogie à l'Université Laval dans le programme de cours d'été(p15), département pour lequel elle assumera pendant onze ans la responsabilité du secrétariat(p58). Entre 1942 et 1947, son statut est celui de chargée de cours(p29), avant qu'il passe à celui de professeure en 1947. Madeleine Doyon donne des cours sur le théâtre, sur les jeux, sur les us et coutumes de la Nouvelle-France et sur le costume folklorique(pp60-61).
Au total, elle enseignera à l'Université Laval pendant plus de 30 ans(p34), jusqu'en 1977(p13).

### Archives de folklore et d'ethnologie de l'Université Laval (AFEUL)
La chaire de folklore de l'Université Laval est fondée en 1944 par Luc Lacourcière, alors professeur au sein de la même université,. Madeleine Doyon est nommée secrétaire en titre des Archives de folklore dès 1945, et occupera ce poste jusqu'en 1955(p57). Elle est aussi chercheuse au sein de la chaire.
Le fonds d'archives Madeleine-Doyon-Ferland, une source d'informations ethnologiques conséquente qui compte près de 34 mètres linéaires de documents(p75), y est conservé(p33).

### Recherche
Les recherches de Madeleine Doyon portent principalement sur le costume folklorique canadien-français et la mode historique, tout particulièrement lorsqu'il est question de l'époque de la Nouvelle-France, mais également sur la langue, les divertissements tels que la danse, la chanson et le théâtre populaire. Elle s'intéresse plus largement à l'histoire et aux coutumes propres aux différentes régions du Canada francophone(p37),(p74).
Au cours de ses recherches sur le terrain, qui débutent en 1945, elle privilégie une approche basée sur l'entrevue. Elle utilisera et développera cette méthode d'enquête orale surtout lors de ses recherches sur le costume traditionnel en Beauce, en 1946, mais également dans la région de Charlevoix, en 1947(p33). Elle visitera également une quarantaine de comtés québécois, les provinces maritimes, de même que le Manitoba et l'Ontario dans le cadre de ses enquêtes(p37).
En ce qui concerne sa méthode de recherche, Madeleine Doyon est partisane de l'approche systémique. Cette préférence se manifeste notamment par l'importance qu'elle accorde à l'exhaustivité des éléments qu'elle récolte et diffuse dans le cadre de ses activités(p75). Ceci explique, en partie, qu'elle n'ait pas été en mesure de terminer sa thèse de doctorat.
Au fil de sa carrière, plusieurs organisations font appel à ses connaissances, dont, notamment, le Carnaval de Québec(p74), l'Encyclopædia Britannica Films et le Théâtre du Nouveau Monde(p26). Madeleine Doyon est considérée comme une personne-ressource et une référence dans son milieu, tant en Amérique du Nord qu'en Europe(p36). Son rayonnement à l'international est dû, entre autres, aux nombreux voyages de recherche qu'elle a entrepris, soit pour se perfectionner, soit dans le cadre de divers congrès auxquels elle a assisté et participé en tant que conférencière(p74). Parmi ceux-ci on comptera notamment le Congrès international d'anthropologie et d'ethnologie tenu à Paris en 1951, et le Congrès international d'histoire du costume à Venise de 1952(p23).
De son vivant, elle rédige au total une trentaine d’articles et d'études(p74) qui seront publiés dans divers périodiques, dont le Journal of American Folklore. Certains de ses travaux seront publiés à titre posthume(p60).

## Honneurs
- 1932 : Médaille du Lieutenant-gouverneur du Québec[6]
- 1934 : Médaille du Gouverneur général du Canada[6]